# Turystyka w Egipcie

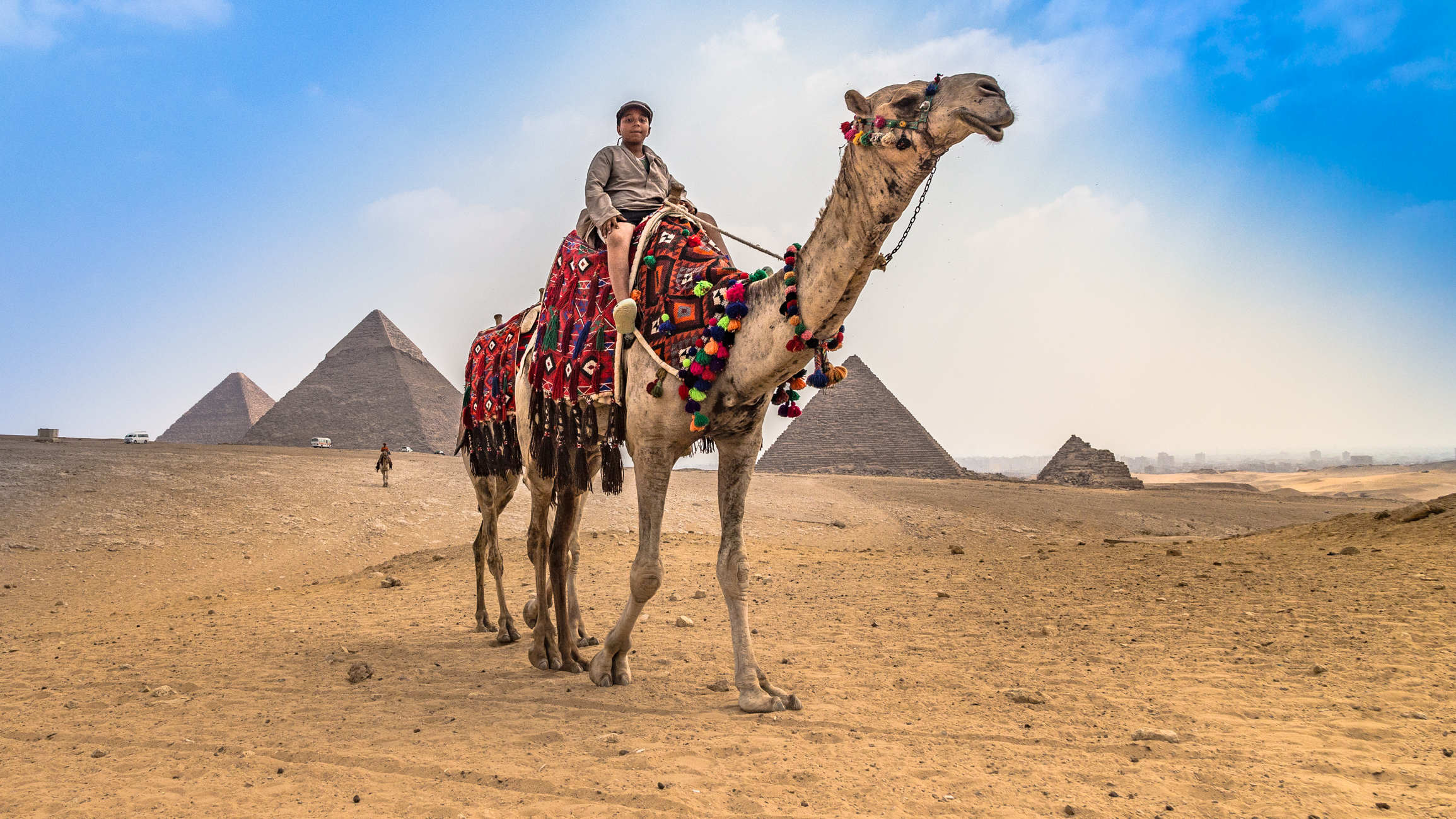
Turystyka w Egipcie

Głównymi atrakcjami turystycznymi w Egipcie są piramidy w Gizie, Sakkara, zabytki w Luksorze, Karnaku i Aleksandrii, Dolina Nilu, Asuan i okolice Zbiornika Nasera. Organizowane są wycieczki w pustynię, po Nilu, na górę Synaj (u jej podnóży leży klasztor Świętej Katarzyny). Atrakcyjne dla turystów są również ośrodki u wybrzeży Morza Czerwonego.
Do egipskich obiektów z Listy światowego dziedzictwa UNESCO należą (2005):
- ruiny miasta Abu Mena
- zabytki Nubii w obszarze od Abu Simbel do File
- zabytki architektury islamu w Kairze
- nekropola, piramidy i świątynie w Memfis
- góra Synaj - m.in. kolekcja rękopisów i ksiąg, działający od VI w. klasztor
- Teby - miasto z nekropolą
- dolina Wadi al-Hitan

W roku 2007 w Egipcie istniało 1409 spółek turystycznych oraz około 1370 hoteli lub kampingów zamkniętych (posiadających na terenie sklepy, miejsca rozrywki etc).
Wedle danych z roku 2004 corocznie w Egipcie wydaje się około 50 milionów USD na promocję państwa za granicą.
Dla turystów zainteresowanych nurkowaniem atrakcję stanowić mogą rafy koralowe. Skupione są głównie w Zatoce Akaba oraz wokół Półwyspu Synaj; około 48% z obecnych koralowców to nadal żywe okazy. Wśród zamieszkujących rafy zwierząt wymienić można przedstawicieli chetonikowatych (Scubatravel). Temperatury wody w lecie wynosi w tych obszarach 27-32°C. Na stronie Scubatravel w opublikowanej liście 100 najciekawszych miejsc do nurkowania 13 znajdowało się w Egipcie.

## Liczba turystów
Liczbę turystów w poszczególnych latach przedstawia poniższa tabela:
| Rok  | Liczba turystów | Uwagi |
| ---- | --------------- | --- |
| 1993 |                 | dochód wyniósł 2,2 mld USD |
| 1995 | 2 871 000       | |
| 1996 | 3 528 000       | |
| 1997 | 3 656 000       | |
| 1998 | 3 213 000       | |
| 1999 | 4 490 000       | |
| 2000 | 5 116 000       | dochód wyniósł 4,3 mld USD |
| 2001 | 4 357 000       | |
| 2002 | 4 906 000       | dochód wyniósł 3,4 mld USD |
| 2003 | 5 746 000       | dochód wyniósł 4,4 mld USD |
| 2004 | 7 795 000       | |
| 2005 | 8 244 000       | dochód wyniósł 6,4 mld USD |
| 2006 | 8 646 000       | w roku fiskalnym 2006/2007 dochód wyniósł 8,1 mln USD, w samym roku 2006 8 mld USD                                                           |
| 2007 | 10 610 000      | dochód wyniósł 7,6 mld USD. Najwięcej turystów - 1 516 000 - pochodziło z Rosji, następnie 1 080 000 stanowili Niemcy, zaś 1 050 000 Anglicy |
| 2008 | 12 296 000      | w roku fiskalnym 2007/2008 dochód wyniósł 10,8 mld USD                                                                                       |
| 2009 | 11 914 000      | dochód wyniósł około 12,8 mld USD |
| 2010 | 14 051 000      | dochód wyniósł 12,5 mld USD |
| 2011 | 9 467 000       | dochód wyniósł około 9 mld USD |
| 2012 | 11 500 000      | dochód wyniósł 10 mld USD |